# Liste der Kulturdenkmale in Temritz

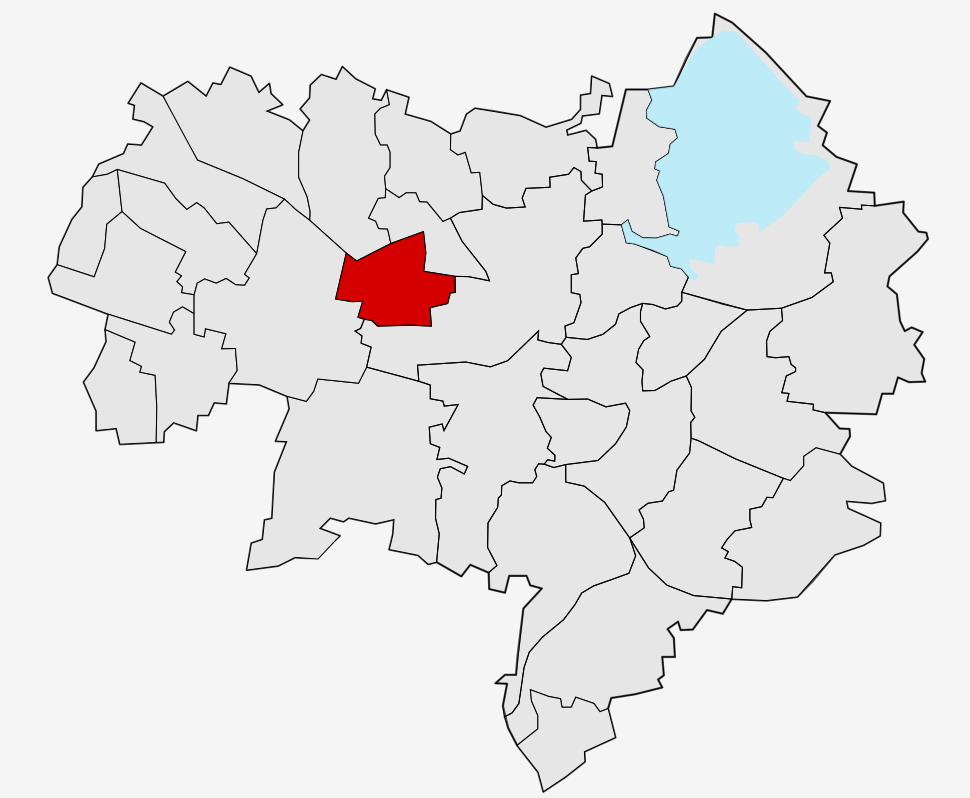
Lage von Temritz in Bautzen

In der Liste der Kulturdenkmale in Temritz sind die Kulturdenkmale des Bautzener Ortsteils Temritz  verzeichnet, die bis März 2018 vom Landesamt für Denkmalpflege Sachsen erfasst wurden (ohne archäologische Kulturdenkmale). Die Anmerkungen sind zu beachten.

## Liste der Kulturdenkmale in Temritz
| Bild | Bezeichnung                                                                               | Lage                                                    | Datierung | Beschreibung | ID       |
| ---- | ----------------------------------------------------------------------------------------- | ------------------------------------------------------- | --- | --- | -------- |
|      | Betkreuz                                                                                  | Temritz (am Ortsausgang in Richtung Bautzen) (Karte)    | Bezeichnet mit 1899 | Regionalgeschichtlich von Bedeutung, Sandsteinsockel mit Eisenkreuz, mit moderner Einfriedung, mit sorbischem Bibeltext („O wy wšitcy, kotřiž tu po puću nimo khodźiće, hlejće, hač je žana bolosć runja mojej bolosći. Jerem. 1.12.“ [O ihr alle, die auf diesem Weg hier vorbeigeht, sehet, dass kein Schmerz meinem Schmerz gleicht.]) | 09252292 |
|      | Betkreuz                                                                                  | Temritz (am Ortsausgang in Richtung Kleinwelka) (Karte) | Bezeichnet mit 1899 | Regionalgeschichtlich von Bedeutung, schlichtes Eisenkreuz mit goldgefasstem Christus, auf Granitsockel, Sockel mit deutschem Text, Initialen J.E.M. und Datierung | 09252296 |
|      | Betkreuz                                                                                  | Temritz (in der Ortsmitte) (Karte)                      | Um 1900 | Regionalgeschichtlich von Bedeutung, schlichter Sockel mit vergoldeter Christusfigur auf einfachem Eisenkreuz, mit Initialen J.E.M. | 09252295 |
|      | Wegesäule                                                                                 | Temritz (in der Ortsmitte) (Karte)                      | Bezeichnet mit 1863 | Quadratische, scharrierte Natursteinsäule mit flachem Abschluss und abgefasten Kanten im unteren Schaftbereich, aufgestellt im Jahre 1863. Mit aufgemalten Ortsangaben und Richtungsweisern (noch gut lesbar). Ursprüngliche Inschriften auf den Seitenflächen des Kopfes nicht mehr erkennbar. Wegesäule als Zeugnis der verkehrstechnischen Erschließung des ländlichen Raumes von verkehrsgeschichtlicher Bedeutung. | 09252294 |
|      | Betkreuz                                                                                  | Temritz (in der Ortsmitte) (Karte)                      | Bezeichnet mit 1875 | Regionalgeschichtlich von Bedeutung, Granitsockel mit und Kreuz in Medaillon, neuere Kreuzdarstellung, schwarzer Basalt mit vergoldeter Christusgestalt, mit moderner Einfriedung; Initialen (J.T.M., M.M.) und Datierung | 09252293 |
|      | Wohnstallhaus eines Bauernhofes                                                           | Temritz 2 (Karte)                                       | Um 1900 | Baugeschichtlich und ortsbildprägend von Bedeutung, massiv, zweigeschossig, mit Drempel, Natursteingewände, flach gegiebelter Mittelrisalit, Satteldach, Biberschwanzdeckung, Seitengebäude keine Denkmale | 09302890 |
|      | Wohnhaus und drei Seitengebäude eines Vierseithofes                                       | Temritz 4 (Karte)                                       | 2. Hälfte 19. Jahrhundert | Wichtiger Teil der Ortsstruktur, baugeschichtlich und wirtschaftsgeschichtlich von Bedeutung, Wohnhaus massiv, Eingang gegiebelt, Gurtgesimse, repräsentativ | 09253106 |
|      | Wohnhaus, zwei Scheunen und Stall eines Vierseithofes, dazu Pumpe mit überdachtem Brunnen | Temritz 15 (Karte)                                      | Bezeichnet mit 1787 (Wohnhaus); bezeichnet mit 1848 (Scheune und Seitengebäude); bezeichnet mit 1860 (Scheune); 1876 (Scheune) | Baugeschichtlich und wirtschaftsgeschichtlich von Bedeutung. - Wohnhaus: Krüppelwalmdach mit einfacher Biberschwanzdeckung, Mittelrisalit, Seiten- und Eckquaderung, Mittelbetonung durch Risalit, Portal, Inschriftentafel, flacher Dreiecksgiebel, Fensteranordnung mit Brüstungsandeutung, Grobputz; Eingangssäulen, anschließendes Hofportal - Stall: einfache Biberschwanzdeckung - Scheune zur Straße hin gelegen: mit profilierten Torsäulen - Scheune und Stall: geschlossene Anlage, einfache Biberschwanzdeckung, Krüppelwalmdach, mit originalen Blitzableitern (Initialen JM) - auf der anderen Straßenseite gegenüber Scheune: mit zwei Steinplatten am Giebel mit Datierung, Satteldach, einfache Biberschwanzdeckung, mit Schriftplatte („An Gottes Segen ist Alles gelegen.“) und kleiner Reliefdarstellung in Medaillonform - Pumpe mit überdachtem Brunnen (Zahnräder) | 09252298 |

## Tabellenlegende
- Bild: Bild des Kulturdenkmals, ggf. zusätzlich mit einem Link zu weiteren Fotos des Kulturdenkmals im Medienarchiv Wikimedia Commons. Wenn man auf das Kamerasymbol klickt, können Fotos zu Kulturdenkmalen aus dieser Liste hochgeladen werden:
- Bezeichnung: Denkmalgeschützte Objekte und ggf. Bauwerksname des Kulturdenkmals
- Lage: Straßenname und Hausnummer oder Flurstücknummer des Kulturdenkmals. Die Grundsortierung der Liste erfolgt nach dieser Adresse. Der Link (Karte) führt zu verschiedenen Kartendiensten mit der Position des Kulturdenkmals. Fehlt dieser Link, wurden die Koordinaten noch nicht eingetragen. Sind diese bekannt, können sie über ein Tool mit einer Kartenansicht einfach nachgetragen werden. In dieser Kartenansicht sind Kulturdenkmale ohne Koordinaten mit einem roten bzw. orangen Marker dargestellt und können durch Verschieben auf die richtige Position in der Karte mit Koordinaten versehen werden. Kulturdenkmale ohne Bild sind an einem blauen bzw. roten Marker erkennbar.
- Datierung: Baubeginn, Fertigstellung, Datum der Erstnennung oder grobe zeitliche Einordnung entsprechend des Eintrags in der sächsischen Denkmaldatenbank
- Beschreibung: Kurzcharakteristik des Kulturdenkmals entsprechend des Eintrags in der sächsischen Denkmaldatenbank, ggf. ergänzt durch die dort nur selten veröffentlichten Erfassungstexte oder zusätzliche Informationen
- ID: Vom Landesamt für Denkmalpflege Sachsen vergebene, das Kulturdenkmal eindeutig identifizierende Objekt-Nummer. Der Link führt zum PDF-Denkmaldokument des Landesamtes für Denkmalpflege Sachsen. Bei ehemaligen Kulturdenkmalen können die Objektnummern unbekannt sein und deshalb fehlen bzw. die Links von aus der Datenbank entfernten Objektnummern ins Leere führen. Ein ggf. vorhandenes Icon  führt zu den Angaben des Kulturdenkmals bei Wikidata.